# Wizardry
Wizardry je série videoher vytvořených a vydaných kanadskou společností Sir-Tech (založenou bratry Sirotkovými českého původu). Jednotlivé díly žánrově spadají do RPG/dungeon a spojují fantasy prostředí s rámcovým sci-fi příběhem. Na tvorbě této herní ságy se podílel programátor David W. Bradley (až do dílu Wizardry VII: Crusaders of the Dark Savant).
První tři díly tvořily trilogii a sdílely stejný engine sestávající z velmi jednoduché grafiky a textové interakce. Čtvrtý díl se odlišoval netypickým příběhem. 

## Hry série Wizardry
- Wizardry: Proving Grounds of the Mad Overlord (1981)
- Wizardry II: The Knight of Diamonds (1982)
- Wizardry III: Legacy of Llylgamyn (1983)
- Wizardry IV: The Return of Werdna (1987), Werdna (Andrew - čteno pozpátku) je zlý čaroděj z prvního dílu
- Wizardry V: Heart of the Maelstrom (1988)
- Wizardry VI: Bane of the Cosmic Forge (1990)
- Wizardry VII: Crusaders of the Dark Savant (1992), vyšla v roce 1996 ve vylepšené verzi jako Wizardry Gold.[2] Je to jedna z nejrozsáhlejších RPG her vůbec.
- Wizardry 8 (2001), poslední oficiální díl série, dostupný pouze na Microsoft Windows.

Spin-offy
- Nemesis: The Wizardry Adventure (1996)
- Wizardry: Tale of the Forsaken Land (2001)
- Wizardry: Labyrinth of Lost Souls (2009)
- Wizardry Online (2013)